# Ridgeville (Etowah County, Alabama)
|  | Dieser Artikel wurde aufgrund von inhaltlichen Mängeln auf der Qualitätssicherungsseite des Projektes USA eingetragen. Hilf mit, die Qualität dieses Artikels auf ein akzeptables Niveau zu bringen, und beteilige dich an der Diskussion! Eine nähere Beschreibung der zu behebenden Mängel fehlt. |

Ridgeville ist eine Stadt im Etowah County des US-Bundesstaates Alabama. Bei der Volkszählung im Jahr 219 wurde eine Einwohnerzahl von 110 festgestellt.

## Demografie
Nach der Volkszählung im Jahr 2000 lebten in Ridgeville 158 Menschen in 64 Haushalten; es wurden 44 Familien gezählt. Die Bevölkerungsdichte betrug 80 Einwohner pro km². Es wurden 75 Wohneinheiten erfasst. Ethnisch betrachtet setzte sich die Bevölkerung zusammen aus 79 % Afroamerikanern und 19 % Weißen; 2 % gaben die Abstammung von mehreren Ethnien an.
Von den 64 Haushalten hatten 22 % Kinder oder Jugendliche, die mit ihnen zusammen lebten. 33 % waren verheiratete, zusammenlebende Paare, 33 % waren allein erziehende Mütter und 30 % waren keine Familien. 30 % waren Singlehaushalte und in 8 % lebten Menschen im Alter von 65 Jahren oder darüber. Die durchschnittliche Haushaltsgröße betrug 2,47, die durchschnittliche Familiengröße 2,93 Personen.
Die Bevölkerung verteilte sich auf 22 % unter 18 Jahren, 7 % von 18 bis 24 Jahren, 25 % von 25 bis 44 Jahren, 30 % von 45 bis 64 Jahren und 17 % von 65 Jahren oder älter. Das durchschnittliche Alter (Median) betrug 43 Jahre. Auf 100 weibliche Personen kamen statistisch 119 männliche Personen und auf 100 erwachsene Frauen ab 18 Jahren kamen 100 Männer.
Das jährliche Durchschnittseinkommen eines Haushalts (Median) betrug 18.750 US-$, das Durchschnittseinkommen einer Familie 16.875 $. Das Pro-Kopf-Einkommen betrug 17.464 $. Unter der Armutsgrenze lebten 45 % der Familien und 46 % der Einwohner, darunter 57 % der Einwohner unter 18 Jahren und 56 % der Einwohner im Alter von 65 Jahren oder älter.